# Беляев, Петр Григорьевич
Петр Григорьевич Беляев (бел. Пётр Рыгоравіч Бяляеў; 8 февраля 1938 — 28 декабря 2002) — белорусский дипломат.

## Биография
С 3 мая 1993 года по 18 сентября 1995 года был заместителем Министра иностранных дел Республики Беларусь. В тот же день освобожден от должности и одновременно назначен Чрезвычайным и Полномочным Послом Республики Беларусь в Федеративной Республике Германия. 14 сентября 1998 г. освобожден от должности посла в связи с выходом в отставку.

## Награды
6 февраля 1998 г. награжден Почетной грамотой Совета Министров Республики Беларусь.